# Zall Reç
Zall Reç là một xã trong quận Dibër thuộc hạt Dibër, Albania. Dân số năm 2005 là 1975 người.